# قطعنامه ۳۰۶ شورای امنیت
قطعنامه  ۳۰۶ شورای امنیت سازمان ملل متحد که در تاریخ ۲۱ دسامبر ۱۹۷۱ تصویب شد، سندی بین‌المللی دربارهٔ توصیه در مورد انتصاب دبیر کل سازمان ملل است. این قطعنامه طی نشست ۱٬۶۲۰ام 
با ۱۵ موافق،۰ مخالف و۰ ممتنع تصویب شد.